# I gudindens hånd
I gudindens hånd er den anden bog i serien "Løvindens sang" af Tamora Pierce. ligesom den første bog "Alanna" følger vi pigen Alanna der forklædt som dreng er gået i lære som ridder på slottet i Tortall. Hvor 1. bog i langt højere grad handlede om Alannas kamp for at blive accepteret blandt de andre drenge på slottet, handler anden del i langt højere grad om at Alanna skal lære at acceptere sig selv for det hun er, nemlig kvinde. Et faktum hun ellers har brugt år på at skjule og fortrænge. 
Bogen starter med et møde mellem Allana og modergudinden selv, som ved denne lejlighed giver hende to ting. Den ene er en glødesten, som senere vil vise sig at komme til stor nytte, idet den kan afsløre når der er magi i nærheden, samt en kat, som bliver Alannas fortrolige og beskytter. 
Kærlighed spiller en klart større rolle i denne bog, selvom der dog bliver lagt op til det i første bog. Alanna finder sig selv splittet mellem den lidt ældre, altid ærlige tyvekonge, Gergi (på engelsk George) og prins Jonathan.